# Stavropol
För andra betydelser, se Stavropol (olika betydelser).

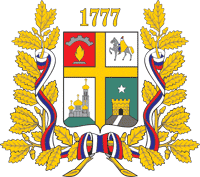
Stadens vapen.

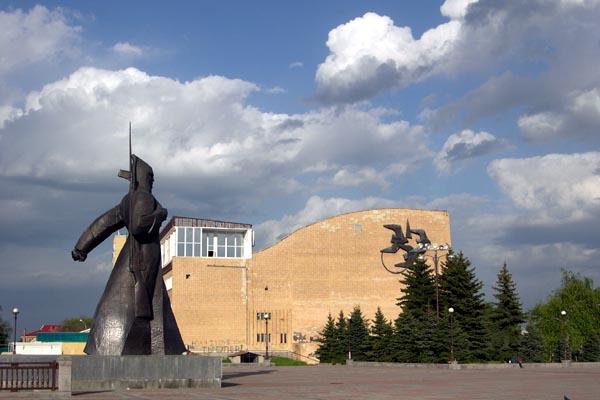
Krepostnaja gorka är ett landmärke i Stavropol.

Stavropol (ryska Ставрополь) är en stad i södra Ryssland, mellan Svarta havet och Kaspiska havet. Den är administrativ huvudort för Stavropol kraj och hade 425 853 invånare i början av 2015. Den siste sovjetiske ledaren Michail Gorbatjov inledde 1956 sin politiska karriär i staden.